# Alexander Walker Ogilvie

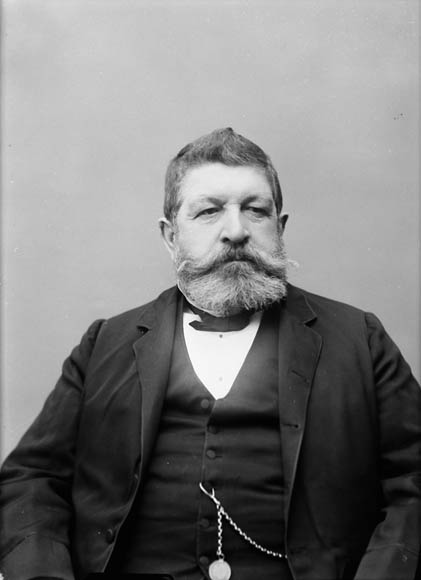
Alexander Walker Ogilvie

Alexander Walker Ogilvie, född 7 maj 1829 i Côte-Saint-Michel, död 31 mars 1902, var en kanadensisk politiker.
Han föddes i Côte-Saint-Michel i Nedre Kanada (idag Québec på Montréal-ön som son till Alexander Ogilvie och Helen Watson. Han ägde en kvarn kallad A. W. Ogilvie & Company.
År 1867 valdes han in i National Assembly of Quebec för Montreal West. Han valdes inte om år 1871. Han valdes in igen 1875, denna gång för Montreal Centre. Han valdes inte in igen år 1878.
År 1881 antogs han till Senate of Canada som representant för den senatoriska divisionen Alma, Quebec. Han avgick år 1901.
Alexander Walker Ogilvie avled år 1902 och är begravd på Mount Royal Cemetery i Montréal.